# John Hobart (2. hrabia Buckinghamshire)
John Hobart (ur. 17 sierpnia 1723 w Londynie, zm. 3 sierpnia 1793 w Blickling w Norfolk) – brytyjski arystokrata (2. hrabia Buckinghamshire) i polityk.

## Życiorys

### Wczesne lata życia
Był synem Johna Hobarta, i jego pierwszej żony Judith Britiffe, córki Roberta Britiffe’a. Kształcił się w Westminster School i w Christ’s College na Uniwersytecie Cambridge. W 1785 r. został członkiem Towarzystwa Królewskiego.

### Kariera polityczna
Był deputowanym do Izby Gmin z okręgu Norwich w latach 1747–1756 (w 1747 r. wybrano go też w St Ives, lecz wybrał Norwich), z ramienia partii wigów. Po śmierci ojca w 1756 r. odziedziczył tytuł 2. hrabiego Buckinghamshire i zasiadł w Izbie Lordów.
Był kontrolerem Dworu Królewskiego w 1756 r. i Lordem of the Bedchamber w latach 1756–1767. W latach 1762–1764 był ambasadorem Wielkiej Brytanii w Rosji, a w latach 1776–1780 Lordem Namiestnikiem Irlandii.
Zmarł w 1793 r. nie pozostawiając męskiego potomka, więc tytuł hrabiego Buckinghamshire przejął jego przyrodni brat George.

## Życie prywatne
14 lipca 1761 r. w Londynie poślubił Mary Ann Drury (29 czerwca 1740 – 30 grudnia 1769), córkę sir Thomasa Drury’ego, 1. baroneta, i Marthy Tyrrell, córki sir Johna Tyrrella, 3. baroneta. John i Mary mieli razem trzy córki:
- Sophia Hobart (zm. 17 sierpnia 1806), żona Richarda Edgcumbe’a, 2. hrabiego Mount Edgcumbe, miała dzieci
- Caroline Hobart (zm. 27 października 1850), żona Williama Harborda, 2. barona Suffield, nie miała dzieci
- Harriet Hobart (7 kwietnia 1762 – 14 lipca 1805), żona Armara Lowry’ego-Corry’ego, 1. hrabiego Belmore, i Williama Kerra, 6. markiza Lothian, miała dzieci z obu małżeństw

24 września 1770 r. w Londynie poślubił Caroline Conolly (ok. 1755 – 26 stycznia 1817), córkę Williama Conolly’ego i lady Anne Wentworth, córki 2. hrabiego Strafford. John i Caroline mieli razem trzech synów i córkę:
- Amelia Anne Hobart (20 lutego 1772 – 12 lutego 1829), żona Roberta Stewarta, 2. markiza Londonderry, nie miała dzieci
- John Hobart (30 sierpnia 1773 – grudzień 1775), lord Hobart
- Henry Philip Hobart (11 lutego 1775 – 15 lutego 1776), lord Hobart
- George Hobart (2 kwietnia 1777 – 30 października 1778], lord Hobart